# Lista de campeões intercontinentais da WWE

Atual campeão, Dominik Mysterio

O Campeonato de Intercontinental da WWE é um título de luta livre profissional disputado e pertencente à promoção americana WWE, na marca Raw. O título foi introduzido na World Wrestling Federation (WWF, agora WWE) em 1979. Pat Patterson, possuidor do Campeonato de Pesos Pesados da América do Norte da WWF, foi premiado com o título (com a explicação kayfabe de que ele venceu um torneio no Rio de Janeiro, Brasil, e unificou os títulos da América do Norte e da América do Sul).
Deste então, Campeonato Intercontinental tem sido chamado de o segundo título mais importante da empresa, atrás apenas do Campeonato da WWE. Ele tem estado ativo na WWE por mais tempo, mas é o terceiro título ativo mais antigo no geral, atrás do Campeonato da WWE (1963) e do Campeonato dos Estados Unidos (1975), este último adquirido da World Championship Wrestling (WCW) em 2001. Em 2002, a WWF foi renomeada para World Wrestling Entertainment, e o título foi renomeado de acordo. Após o Draft da WWE de 2023, o título é atualmente exclusivo do Raw.
No total, houve 188 reinados entre 92 campeões diferentes. Chris Jericho detém o recorde de mais reinados, com nove. O atual campeão é Dominik Mysterio, que está em seu primeiro reinado. Ele conquistou o título ao derrotar o então campeão Bron Breakker, Penta e Finn Bálor em 20 de abril de 2025, na Noite 2 da WrestleMania 41, em Paradise, Nevada.

## Nomes
| Nome                                          | Anos            |
| --------------------------------------------- | --------------- |
| WWF Intercontinental Heavyweight Championship | 1979 - 1992     |
| WWF Intercontinental Championship             | 1992 - 2002     |
| WWE Intercontinental Championship             | 2002 - presente |

## Reinados
Em 4 de agosto de 2025.
† indica reinados não reconhecidos pela WWE.
| #   | Lutador                                                | Reinados | Data                    | Dias com o título | Local                  | Evento                                       | Notas | Ref.                                                                               |
| --- | ------------------------------------------------------ | -------- | ----------------------- | ----------------- | ---------------------- | -------------------------------------------- | --- | ---------------------------------------------------------------------------------- |
| 1   | Pat Patterson                                          | 1        | 15 de setembro de 1979  | 219               | Rio de Janeiro, Brasil | N/A                                          | Patterson ganhou o título ao derrotar Ted DiBiase, consquistando o Campeonato Norte-Americano dos Pesos-Pesados da WWF em 19 de junho de 1979 em Allentown, PA, dizendo ter unificado os títulos no Rio de Janeiro. | [ 1 ] [ 6 ]                                                                        |
| 2   | Ken Patera                                             | 1        | 21 de abril de 1980     | 231               | Nova Iorque, NY        | Evento ao vivo                               | | [ 7 ]                                                                              |
| 3   | Pedro Morales                                          | 1        | 8 de dezembro de 1980   | 194               | Nova Iorque, NY        | Evento ao vivo                               | [ 8 ] |                                                                                    |
| 4   | Don Muraco                                             | 1        | 20 de junho de 1981     | 156               | Filadélfia, PA         | Evento ao vivo                               | [ 9 ] |                                                                                    |
| 5   | Pedro Morales                                          | 2        | 23 de novembro de 1981  | 425               | Nova Iorque, NY        | Evento ao vivo                               | [ 10 ] |                                                                                    |
| 6   | Don Muraco                                             | 2        | 22 de janeiro de 1983   | 385               | Nova Iorque, NY        | Evento ao vivo                               | [ 11 ] |                                                                                    |
| 7   | Tito Santana                                           | 1        | 11 de fevereiro de 1984 | 226               | Boston, MA             | Evento ao vivo                               | [ 12 ] |                                                                                    |
| 8   | Greg Valentine                                         | 1        | 24 de setembro de 1984  | 285               | London, ON             | Maple Leaf Wrestling                         | Exibido em 13 de outubro de 1984. | [ 13 ]                                                                             |
| 9   | Tito Santana                                           | 2        | 6 de julho de 1985      | 217               | Baltimore, MD          | Evento ao vivo                               | Foi uma luta em uma jaula de aço. | [ 14 ]                                                                             |
| 10  | Randy Savage                                           | 1        | 8 de fevereiro de 1986  | 414               | Boston, MA             | Evento ao vivo                               | | [ 15 ]                                                                             |
| 11  | Ricky Steamboat                                        | 1        | 29 de março de 1987     | 65                | Pontiac, MI            | WrestleMania III                             | [ 16 ] |                                                                                    |
| 12  | The Honky Tonk Man                                     | 1        | 2 de junho de 1987      | 454               | Buffalo, NY            | WWF Superstars of Wrestling                  | Exibido em 13 de junho de 1987. | [ 17 ] [ 18 ]                                                                      |
| 13  | The Ultimate Warrior                                   | 1        | 29 de agosto de 1988    | 216               | Nova Iorque, NY        | SummerSlam (1988)                            | | [ 19 ]                                                                             |
| 14  | Rick Rude                                              | 1        | 2 de abril de 1989      | 148               | Atlantic City, NJ      | WrestleMania V                               | [ 20 ] |                                                                                    |
| 15  | The Ultimate Warrior                                   | 2        | 28 de agosto de 1989    | 216               | East Rutherford, NJ    | SummerSlam (1989)                            | [ 21 ] |                                                                                    |
| -   | Vago                                                   | -        | 1 de abril de 1990      | 0                 | Toronto, ON            | WrestleMania VI                              | [ 21 ] | O título se tornou vago quando Warrior derrotou Hulk Hogan pelo Campeonato da WWF. |
| 16  | Mr. Perfect                                            | 1        | 23 de abril de 1990     | 126               | Austin, TX             | WWF Superstars                               | Derrotou Tito Santana na final de um torneio. Exibido em 29 de maio de 1990. | [ 17 ] [ 22 ]                                                                      |
| 17  | The Texas Tornado                                      | 1        | 27 de agosto de 1990    | 84                | Philadelphia, PA       | SummerSlam (1990)                            | | [ 23 ]                                                                             |
| 18  | Mr. Perfect                                            | 2        | 19 de novembro de 1990  | 280               | Rochester, NY          | WWF Superstars                               | Exibido em 15 de dezembro de 1990. | [ 17 ] [ 24 ]                                                                      |
| 19  | Bret Hart                                              | 1        | 26 de agosto de 1991    | 144               | Nova Iorque, NY        | SummerSlam (1991)                            | | [ 25 ]                                                                             |
| 20  | The Mountie                                            | 1        | 17 de janeiro de 1992   | 2                 | Springfield, MA        | Evento ao vivo                               | [ 26 ] |                                                                                    |
| 21  | Roddy Piper                                            | 1        | 19 de janeiro de 1992   | 77                | Albany, NY             | Royal Rumble (1992)                          | [ 27 ] |                                                                                    |
| 22  | Bret Hart                                              | 2        | 5 de abril de 1992      | 146               | Indianapolis, IN       | WrestleMania VIII                            | [ 28 ] |                                                                                    |
| 23  | The British Bulldog                                    | 1        | 29 de agosto de 1992    | 59                | Londres, Inglaterra    | SummerSlam (1992)                            | [ 29 ] |                                                                                    |
| 24  | Shawn Michaels                                         | 1        | 27 de outubro de 1992   | 202               | Terre Haute, IN        | Saturday Night's Main Event                  | Exibido no Saturday Night's Main Event XXXI. | [ 30 ] [ 31 ]                                                                      |
| 25  | Marty Jannetty                                         | 1        | 17 de maio de 1993      | 20                | Nova Iorque, NY        | Raw                                          | | [ 32 ]                                                                             |
| 26  | Shawn Michaels                                         | 2        | 6 de junho de 1993      | 113               | Albany, NY             | Evento ao vivo                               | [ 33 ] |                                                                                    |
| -   | Vago                                                   | -        | 27 de setembro de 1993  | 0                 | N/A                    | N/A                                          | Michaels perdeu o título ao não defendê-lo em 30 dias. | [ 34 ]                                                                             |
| 27  | Razor Ramon                                            | 1        | 27 de setembro de 1993  | 198               | New Haven, CT          | Raw                                          | Ramon e Rick Martel foram os últimos participantes em uma battle royal. Como estipulação, os dois se enfrentaram pelo título na semana seguinte.                                                                    | [ 34 ] [ 35 ]                                                                      |
| 28  | Diesel                                                 | 1        | 13 de abril de 1994     | 138               | Rochester, NY          | WWF Superstars                               | | [ 36 ]                                                                             |
| 29  | Razor Ramon                                            | 2        | 29 de agosto de 1994    | 146               | Chicago, IL            | SummerSlam (1994)                            | [ 37 ] |                                                                                    |
| 30  | Jeff Jarrett                                           | 1        | 22 de janeiro de 1995   | 94                | Tampa, FL              | Royal Rumble (1995)                          | [ 38 ] |                                                                                    |
| -   | Vago                                                   | -        | 26 de abril de 1995     | 0                 | Moline, IL             | Evento ao vivo                               | [ 39 ] |                                                                                    |
| 31  | Jeff Jarrett                                           | 2        | 26 de abril de 1995     | 23                | Moline, IL             | Evento ao vivo                               | Derrotou Bob Holly em uma revanche. | [ 39 ]                                                                             |
| 32  | Razor Ramon                                            | 3        | 19 de maio de 1995      | 3                 | Montreal, QC           | Evento ao vivo                               | Foi uma luta de escadas. | [ 40 ]                                                                             |
| 33  | Jeff Jarrett                                           | 3        | 22 de maio de 1995      | 62                | Trois-Rivières, QC     | Evento ao vivo                               | | [ 41 ]                                                                             |
| 34  | Shawn Michaels                                         | 3        | 23 de julho de 1995     | 91                | Nashville, TN          | In Your House 2: The Lumberjacks             | [ 42 ] |                                                                                    |
| 35  | Dean Douglas                                           | 1        | 22 de outubro de 1995   | 0                 | Winnipeg, MB           | In Your House 4: Great White North           | Douglas conquistou o título após Michaels ser realmente atacado em uma boate em Syracuse, NY. | [ 43 ]                                                                             |
| 36  | Razor Ramon                                            | 4        | 22 de outubro de 1995   | 91                | Winnipeg, MB           | In Your House 4: Great White North           | | [ 44 ]                                                                             |
| 37  | Goldust                                                | 1        | 21 de janeiro de 1996   | 64                | Fresno, CA             | Royal Rumble (1996)                          | [ 45 ] |                                                                                    |
| -   | Vago                                                   | -        | 25 de março de 1996     | 0                 | N/A                    | Raw                                          | Sua luta com Savio Vega terminou sem vencedor. Exibido em 15 de abril de 1996. | [ 46 ] [ 47 ]                                                                      |
| 38  | Goldust                                                | 2        | 1 de abril de 1996      | 83                | San Bernardino, CA     | Raw                                          | Derrotou Savio Vega em uma revanche. Exibido em 22 de abril de 1996. | [ 46 ] [ 47 ]                                                                      |
| 39  | Ahmed Johnson                                          | 1        | 23 de junho de 1996     | 50                | Milwaukee, WI          | King of the Ring (1996)                      | | [ 48 ]                                                                             |
| -   | Vago                                                   | -        | 12 de agosto de 1996    | 0                 | Seattle, WA            | Raw                                          | [ 48 ] |                                                                                    |
| 40  | Marc Mero                                              | 1        | 23 de setembro de 1996  | 28                | Hershey, PA            | Raw                                          | Derrotou Faarooq na final de um torneio. | [ 46 ] [ 49 ]                                                                      |
| 41  | Hunter Hearst Helmsley                                 | 1        | 21 de outubro de 1996   | 115               | Fort Wayne, IN         | Raw                                          | | [ 50 ]                                                                             |
| 42  | Rocky Maivia                                           | 1        | 13 de fevereiro de 1997 | 74                | Lowell, MA             | Thursday Raw Thursday                        | [ 51 ] |                                                                                    |
| 43  | Owen Hart                                              | 1        | 28 de abril de 1997     | 97                | Omaha, NE              | Raw is War                                   | [ 52 ] |                                                                                    |
| 44  | Steve Austin                                           | 1        | 3 de agosto de 1997     | 36                | East Rutherford, NJ    | SummerSlam (1997)                            | [ 53 ] |                                                                                    |
| -   | Vago                                                   | -        | 8 de setembro de 1997   | 0                 | N/A                    | N/A                                          | Vago devido a uma lesão. | [ 53 ] [ 54 ]                                                                      |
| 45  | Owen Hart                                              | 2        | 5 de outubro de 1997    | 35                | St. Louis, MO          | Badd Blood: In Your House                    | Derrotou Faarooq na final de um torneio. | [ 55 ] [ 56 ]                                                                      |
| 46  | Steve Austin                                           | 2        | 9 de novembro de 1997   | 29                | Montreal, QC           | Survivor Series (1997)                       | | [ 57 ]                                                                             |
| 47  | The Rock (antes conhecido como Rocky Maivia)           | 2        | 8 de dezembro de 1997   | 265               | Portland, ME           | Raw is War                                   | Austin deu o título a Rock. | [ 58 ]                                                                             |
| 48  | Triple H (antes conhecido como Hunter Hearst Helmsley) | 2        | 30 de agosto de 1998    | 40                | Nova Iorque, NY        | SummerSlam (1998)                            | Foi uma luta de escadas. | [ 59 ]                                                                             |
| -   | Vago                                                   | -        | 9 de outubro de 1998    | 0                 | N/A                    | N/A                                          | Vago devido a uma lesão. | [ 59 ]                                                                             |
| 49  | Ken Shamrock                                           | 1        | 12 de outubro de 1998   | 125               | Uniondale, NY          | Raw is War                                   | Derrotou X-Pac na final de um torneio. | [ 60 ] [ 61 ]                                                                      |
| 50  | Val Venis                                              | 1        | 14 de fevereiro de 1999 | 29                | Memphis, TN            | In Your House: St. Valentine's Day Massacre  | Billy Gunn foi o árbitro. | [ 62 ] [ 63 ]                                                                      |
| 51  | Road Dogg                                              | 1        | 15 de março de 1999     | 14                | São José, CA           | Raw is War                                   | | [ 64 ]                                                                             |
| 52  | Goldust                                                | 3        | 29 de março de 1999     | 14                | East Rutherford, NJ    | Raw is War                                   | [ 65 ] |                                                                                    |
| 53  | The Godfather                                          | 1        | 12 de abril de 1999     | 49                | Detroit, MI            | Raw is War                                   | [ 66 ] |                                                                                    |
| 54  | Jeff Jarrett                                           | 4        | 31 de maio de 1999      | 54                | Moline, IL             | Raw is War                                   | [ 67 ] |                                                                                    |
| 55  | Edge                                                   | 1        | 24 de julho de 1999     | 1                 | Toronto, ON            | Evento ao vivo                               | [ 68 ] |                                                                                    |
| 56  | Jeff Jarrett                                           | 5        | 25 de julho de 1999     | 1                 | Buffalo, NY            | Fully Loaded (1999)                          | [ 69 ] |                                                                                    |
| 57  | D'Lo Brown                                             | 1        | 26 de julho de 1999     | 27                | Dayton, OH             | Raw is War                                   | O Campeonato Europeu de Brown também foi disputado. | [ 70 ]                                                                             |
| 58  | Jeff Jarrett                                           | 6        | 22 de agosto de 1999    | 56                | Minneapolis, MN        | SummerSlam (1999)                            | Jarrett também ganhou o Campeonato Europeu. | [ 71 ]                                                                             |
| 59  | Chyna                                                  | 1        | 17 de outubro de 1999   | 56                | Cleveland, OH          | No Mercy (1999)                              | Foi uma luta Good Housekeeping. | [ 72 ] [ 73 ]                                                                      |
| 60  | Chris Jericho                                          | 1        | 12 de dezembro de 1999  | 22                | Sunrise, FL            | Armageddon (1999)                            | | [ 74 ]                                                                             |
| -   | Chris Jericho & Chyna                                  | 1        | 3 de janeiro de 2000    | 20                | Miami, FL              | Raw is War                                   | Os dois foram co-campeões. | [ 6 ] [ 75 ]                                                                       |
| 61  | Chris Jericho                                          | 2        | 23 de janeiro de 2000   | 35                | Nova Iorque, NY        | Royal Rumble (2000)                          | Jericho derrotou Chyna e Hardcore Holly em uma luta Triple Threat para se tornar Campeão Incontestável. | [ 75 ]                                                                             |
| 62  | Kurt Angle                                             | 1        | 27 de fevereiro de 2000 | 35                | Hartford, CT           | No Way Out (2000)                            | Terceiro homem a ganhar o título enquanto Campeão Europeu. | [ 76 ]                                                                             |
| 63  | Chris Benoit                                           | 1        | 2 de abril de 2000      | 30                | Anaheim, CA            | WrestleMania 2000                            | Ganhou a primeira queda da luta Triple Threat de duas quedas entre Chris Jericho e Kurt Angle. | [ 77 ]                                                                             |
| 64  | Chris Jericho                                          | 3        | 2 de maio de 2000       | 6                 | Richmond, VA           | SmackDown!                                   | Exibido em 4 de maio de 2000. | [ 78 ]                                                                             |
| 65  | Chris Benoit                                           | 2        | 8 de maio de 2000       | 43                | Uniondale, NY          | Raw is War                                   | | [ 79 ]                                                                             |
| 66  | Rikishi                                                | 1        | 20 de junho de 2000     | 14                | Memphis, TN            | SmackDown!                                   | Exibido em 22 de junho de 2000. | [ 80 ]                                                                             |
| 67  | Val Venis                                              | 2        | 4 de julho de 2000      | 54                | Fort Lauderdale, FL    | SmackDown!                                   | Exibido em 6 de julho de 2000. | [ 81 ]                                                                             |
| 68  | Chyna                                                  | 2        | 27 de agosto de 2000    | 8                 | Raleigh, NC            | SummerSlam (2000)                            | Ganhou o título em uma luta de duplas entre Guerrero e Chyna contra Venis e Trish Stratus; Chyna derrotou Stratus.                                                                                                  | [ 82 ]                                                                             |
| 69  | Eddie Guerrero                                         | 1        | 4 de setembro de 2000   | 78                | Knoxville, TN          | Raw is War                                   | Também envolveu Kurt Angle. | [ 83 ]                                                                             |
| 70  | Billy Gunn                                             | 1        | 21 de novembro de 2000  | 19                | Sunrise, FL            | SmackDown!                                   | Exibido em 23 de novembro de 2000. | [ 84 ]                                                                             |
| 71  | Chris Benoit                                           | 3        | 10 de dezembro de 2000  | 42                | Birmingham, AL         | Armageddon (2000)                            | | [ 85 ]                                                                             |
| 72  | Chris Jericho                                          | 4        | 21 de janeiro de 2001   | 72                | New Orleans, LA        | Royal Rumble (2001)                          | Foi uma luta de escadas. | [ 86 ]                                                                             |
| 73  | Triple H                                               | 3        | 3 de abril de 2001      | 7                 | Oklahoma City, OK      | SmackDown!                                   | Exibido em 5 de abril de 2001. | [ 87 ]                                                                             |
| 74  | Jeff Hardy                                             | 1        | 10 de abril de 2001     | 6                 | Philadelphia, PA       | SmackDown!                                   | Exibido em 12 de abril de 2001. | [ 88 ]                                                                             |
| 75  | Triple H                                               | 4        | 16 de abril de 2001     | 34                | Knoxville, TN          | Raw is War                                   | | [ 89 ]                                                                             |
| 76  | Kane                                                   | 1        | 20 de maio de 2001      | 37                | Sacramento, CA         | Judgment Day (2001)                          | Foi uma luta de correntes. | [ 90 ] [ 91 ]                                                                      |
| 77  | Albert                                                 | 1        | 26 de junho de 2001     | 27                | Nova Iorque, NY        | SmackDown!                                   | Foi uma luta sem desqualificações exibida em 28 de junho de 2001. | [ 92 ]                                                                             |
| 78  | Lance Storm                                            | 1        | 23 de julho de 2001     | 27                | Buffalo, NY            | Raw is War                                   | | [ 93 ]                                                                             |
| 79  | Edge                                                   | 2        | 19 de agosto de 2001    | 35                | São José, CA           | SummerSlam (2001)                            | [ 94 ] |                                                                                    |
| 80  | Christian                                              | 1        | 23 de setembro de 2001  | 28                | Pittsburgh, PA         | Unforgiven (2001)                            | [ 95 ] |                                                                                    |
| 81  | Edge                                                   | 3        | 21 de outubro de 2001   | 15                | St. Louis, MO          | No Mercy (2001)                              | Foi uma luta de escadas. | [ 96 ]                                                                             |
| 82  | Test                                                   | 1        | 5 de novembro de 2001   | 13                | Uniondale, NY          | Raw                                          | | [ 97 ]                                                                             |
| 83  | Edge                                                   | 4        | 18 de novembro de 2001  | 63                | Greensboro, NC         | Survivor Series (2001)                       | Foi uma unificação com o Campeonato dos Estados Unidos da WCW de Edge. | [ 98 ]                                                                             |
| 84  | William Regal                                          | 1        | 20 de janeiro de 2002   | 56                | Atlanta, GA            | Royal Rumble (2002)                          | | [ 99 ]                                                                             |
| 85  | Rob Van Dam                                            | 1        | 17 de março de 2002     | 35                | Toronto, ON            | WrestleMania X8                              | [ 100 ] |                                                                                    |
| 86  | Eddie Guerrero                                         | 2        | 21 de abril de 2002     | 36                | Kansas City, MO        | Backlash (2002)                              | O título foi renomeado WWE Intercontinental Championship em 6 de maio de 2002. | [ 101 ] [ 102 ]                                                                    |
| 87  | Rob Van Dam                                            | 2        | 27 de maio de 2002      | 63                | Edmonton, AB           | Raw                                          | Foi uma luta de escadas. | [ 103 ]                                                                            |
| 88  | Chris Benoit                                           | 4        | 29 de julho de 2002     | 27                | Greensboro, NC         | Raw                                          | O título se tornou exclusivo do SmackDown! quando Benoit foi transferido para a divisão em 30 de julho. | [ 104 ] [ 105 ]                                                                    |
| 89  | Rob Van Dam                                            | 3        | 25 de agosto de 2002    | 22                | Uniondale, NY          | SummerSlam (2002)                            | O título voltou ao Raw. | [ 105 ] [ 106 ]                                                                    |
| 90  | Chris Jericho                                          | 5        | 16 de setembro de 2002  | 14                | Denver, CO             | Raw                                          | | [ 107 ]                                                                            |
| 91  | Kane                                                   | 2        | 30 de setembro de 2002  | 20                | Houston, TX            | Raw                                          | [ 108 ] |                                                                                    |
| 92  | Triple H                                               | 5        | 20 de outubro de 2002   | 0                 | Little Rock, AR        | No Mercy (2002)                              | Foi uma luta de unificação pelo Campeonato Mundial dos Pesos-Pesados de Triple H. | [ 109 ]                                                                            |
| -   | Unificado                                              | 0        | 20 de outubro de 2002   | 0                 | Little Rock, AR        | No Mercy (2002)                              | Unificado ao Campeonato Mundial dos Pesos-Pesados de Triple H. | [ 109 ]                                                                            |
| 93  | Christian                                              | 2        | 18 de maio de 2003      | 50                | Charlotte, NC          | Judgment Day (2003)                          | Venceu uma Battle Royal pelo título. | [ 110 ]                                                                            |
| 94  | Booker T                                               | 1        | 7 de julho de 2003      | 34                | Montreal, QC           | Raw                                          | | [ 111 ]                                                                            |
| 95  | Christian                                              | 3        | 10 de agosto de 2003    | 50                | Des Moines, IA         | Evento ao vivo                               | [ 112 ] |                                                                                    |
| 96  | Rob Van Dam                                            | 4        | 29 de setembro de 2003  | 28                | Chicago, IL            | Raw                                          | Foi uma luta de escadas. | [ 113 ]                                                                            |
| 97  | Chris Jericho                                          | 6        | 27 de outubro de 2003   | 0                 | Fayetteville, NC       | Raw                                          | | [ 114 ]                                                                            |
| 98  | Rob Van Dam                                            | 5        | 27 de outubro de 2003   | 48                | Fayetteville, NC       | Raw                                          | Foi uma luta em uma jaula de aço. | [ 115 ]                                                                            |
| 99  | Randy Orton                                            | 1        | 14 de dezembro de 2003  | 210               | Orlando, FL            | Armageddon (2003)                            | Mick Foley foi o árbitro. | [ 116 ]                                                                            |
| 100 | Edge                                                   | 5        | 11 de julho de 2004     | 57                | Hartford, CT           | Vengeance (2004)                             | | [ 117 ]                                                                            |
| -   | Vago                                                   | -        | 6 de setembro de 2004   | 0                 | Wichita Falls, TX      | Raw                                          | Título vago por lesão. | [ 117 ]                                                                            |
| 101 | Chris Jericho                                          | 7        | 13 de setembro de 2004  | 37                | Portland, OR           | Unforgiven (2004)                            | Derrotou Christian em uma luta de escadas. | [ 118 ]                                                                            |
| 102 | Shelton Benjamin                                       | 1        | 19 de outubro de 2004   | 244               | Milwaukee, WI          | Taboo Tuesday (2004)                         | Benjamin foi votado para estar na luta. | [ 119 ]                                                                            |
| 103 | Carlito                                                | 1        | 20 de junho de 2005     | 90                | Phoenix, AZ            | Raw                                          | | [ 120 ]                                                                            |
| 104 | Ric Flair                                              | 1        | 18 de setembro de 2005  | 155               | Oklahoma City, OK      | Unforgiven (2005)                            | [ 121 ] |                                                                                    |
| 105 | Shelton Benjamin                                       | 2        | 20 de fevereiro de 2006 | 69                | Trenton, NJ            | Raw                                          | [ 122 ] |                                                                                    |
| 106 | Rob Van Dam                                            | 6        | 30 de abril de 2006     | 15                | Lexington, KY          | Backlash (2006)                              | O contrato de Money in the Bank de Van Dam também foi disputado. | [ 123 ]                                                                            |
| 107 | Shelton Benjamin                                       | 3        | 15 de maio de 2006      | 41                | Lubbock, TX            | Raw                                          | Foi uma luta 3-contra-2 Texas Tornado entre Benjamin, Chris Masters e Triple H contra o Campeão da WWE John Cena e Rob Van Dam. Quem fizesse o pinfall em Cena ou Van Dam conquistaria o respectivo título.         | [ 124 ]                                                                            |
| 108 | Johnny Nitro                                           | 1        | 25 de junho de 2006     | 99                | Charlotte, NC          | Vengeance (2006)                             | Também envolveu Carlito. | [ 125 ]                                                                            |
| 109 | Jeff Hardy                                             | 2        | 2 de outubro de 2006    | 35                | Topeka, KS             | Raw                                          | | [ 126 ]                                                                            |
| 110 | Johnny Nitro                                           | 2        | 6 de novembro de 2006   | 7                 | Columbus, OH           | Raw                                          | Foi uma luta sem desqualificações. | [ 127 ]                                                                            |
| 111 | Jeff Hardy                                             | 3        | 13 de novembro de 13    | 98                | Manchester, Inglaterra | Raw                                          | | [ 128 ]                                                                            |
| 112 | Umaga                                                  | 1        | 19 de fevereiro de 2007 | 56                | Bakersfield, CA        | Raw                                          | [ 129 ] |                                                                                    |
| 113 | Santino Marella                                        | 1        | 16 de abril de 2007     | 77                | Milão, Itália          | Raw                                          | Foi uma luta No Holds Barred. | [ 130 ]                                                                            |
| 114 | Umaga                                                  | 2        | 2 de julho de 2007      | 62                | Dallas, TX             | Raw                                          | | [ 131 ]                                                                            |
| 115 | Jeff Hardy                                             | 4        | 2 de setembro de 2007   | 190               | Columbus, OH           | Raw                                          | Exibido em 3 de setembro de 2007. | [ 132 ]                                                                            |
| 116 | Chris Jericho                                          | 8        | 10 de março de 2008     | 111               | Milwaukee, WI          | Raw                                          | | [ 133 ]                                                                            |
| 117 | Kofi Kingston                                          | 1        | 29 de junho de 2008     | 49                | Dallas, TX             | Night of Champions (2008)                    | [ 134 ] |                                                                                    |
| 118 | Santino Marella                                        | 2        | 17 de agosto de 2008    | 85                | Indianapolis, IN       | SummerSlam (2008)                            | Ganhou o título em uma luta de duplas mistas com Beth Phoenix. Ao derrotar Kofi Kingston e Mickie James, Santino se tornou Campeão Intercontinental e Beth, Campeã Feminina.                                        | [ 135 ]                                                                            |
| 119 | William Regal                                          | 2        | 10 de novembro de 2008  | 70                | Manchester, Inglaterra | Raw                                          | | [ 136 ]                                                                            |
| 120 | CM Punk                                                | 1        | 19 de janeiro de 2009   | 49                | Chicago, IL            | Raw                                          | Foi uma luta sem desqualificações. | [ 137 ]                                                                            |
| 121 | John "Bradshaw" Layfield                               | 1        | 9 de março de 2009      | 27                | Jacksonville, FL       | Raw                                          | | [ 138 ]                                                                            |
| 122 | Rey Mysterio                                           | 1        | 5 de abril de 2009      | 63                | Houston, TX            | WrestleMania XXV                             | Título se tornou exclusivo do SmackDown quando Mysterio foi transferido para a divisão em 13 de abril de 2009. | [ 139 ]                                                                            |
| 123 | Chris Jericho                                          | 9        | 7 de junho de 2009      | 21                | New Orleans, LA        | Extreme Rules (2009)                         | Foi uma luta No Holds Barred. | [ 140 ]                                                                            |
| 124 | Rey Mysterio                                           | 2        | 28 de junho de 2009     | 65                | Sacramento, CA         | The Bash                                     | Se Jericho vencesse, Mysterio deveria retirar sua máscara. | [ 141 ]                                                                            |
| 125 | John Morrison                                          | 3        | 1 de setembro de 2009   | 103               | Cleveland, OH          | SmackDown                                    | Exibido em 4 de setembro de 2009. | [ 142 ]                                                                            |
| 126 | Drew McIntyre                                          | 1        | 13 de dezembro de 2009  | 161               | San Antonio, TX        | TLC: Tables, Ladders & Chairs (2009)         | | [ 143 ]                                                                            |
| 127 | Kofi Kingston                                          | 2        | 23 de maio de 2010      | 73                | Detroit, Michigan      | Over the Limit (2010)                        | [ 144 ] |                                                                                    |
| 128 | Dolph Ziggler                                          | 1        | 3 de agosto de 2010     | 154               | Laredo, Texas          | SmackDown                                    | Exibido em 6 de agosto de 2010. | [ 145 ]                                                                            |
| 129 | Kofi Kingston                                          | 3†       | 4 de janeiro de 2011    | 80                | Tucson, Arizona        | SmackDown                                    | Exibido em 7 de setembro de 2011. | [ 146 ]                                                                            |
| 130 | Wade Barrett                                           | 1        | 25 de março de 2011     | 86                | Tampa, Florida         | SmackDown                                    | Exibido em 25 de março de 2011. | [ 147 ]                                                                            |
| 131 | Ezekiel Jackson                                        | 1        | 19 de junho de 2011     | 51                | Washington, D.C.       | WWE Capitol Punishment                       | | [ 148 ]                                                                            |
| 132 | Cody Rhodes                                            | 1        | 9 de agosto de 2011     | 236               | Sacramento, CA         | SmackDown                                    | Exibido em 12 de agosto de 2011. A partir de 2 de outubro, passou a usar o cinturão com o design de 1992. | [ 149 ]                                                                            |
| 133 | Big Show                                               | 1        | 1 de abril de 2012      | 28                | Miami, FL              | WrestleMania XXVIII                          | | [ 150 ]                                                                            |
| 134 | Cody Rhodes                                            | 2        | 29 de abril de 2012     | 21                | Chicago, IL            | Extreme Rules (2012)                         | Foi uma luta de mesas. | [ 151 ]                                                                            |
| 135 | Christian                                              | 4        | 20 de maio de 2012      | 64                | Raleigh, CN            | Over the Limit (2012)                        | | [ 152 ]                                                                            |
| 136 | The Miz                                                | 1        | 23 de julho de 2012     | 85                | St. Louis, MO          | Raw 1000                                     | Derrotou Christian na milésima edição do Raw. A luta foi escolhida em votação aberta contra uma luta pelo Campeonato dos Estados Unidos e uma pelo Campeonato das Divas.                                            | [ 153 ]                                                                            |
| 137 | Kofi Kingston                                          | 4        | 16 de outubro de 2012   | 74                | Memphis, TN            | Main Event                                   | Exibido em 17 de outubro de 2012. | [ 154 ]                                                                            |
| 138 | Wade Barrett                                           | 2        | 29 de dezembro de 2012  | 99                | Washington, D.C.       | Raw                                          | Exibido em 31 de dezembro de 2012. | .                                                                                  |
| 139 | The Miz                                                | 2        | 7 de abril de 2013      | 1                 | East Rutherford, NJ    | WrestleMania 29                              | | [ 156 ]                                                                            |
| 140 | Wade Barrett                                           | 3        | 8 de abril de 2013      | 69                | East Rutherford, NJ    | Raw                                          | [ 157 ] |                                                                                    |
| 141 | Curtis Axel                                            | 1        | 16 de junho de 2013     | 155               | Chicago, IL            | Payback (2013)                               | Também envolveu The Miz. | [ 158 ]                                                                            |
| 142 | Big E Langston / Big E                                 | 1        | 18 de novembro de 2013  | 167               | Nashville, TN          | Raw                                          | | [ 159 ]                                                                            |
| 143 | Bad News Barrett                                       | 4        | 4 de maio de 2014       | 57                | East Rutherford, NJ    | Extreme Rules (2014)                         | | [ 160 ]                                                                            |
| -   | Vago                                                   | -        | 30 de junho de 2014     | -                 | Hartford, CT           | Raw                                          | Título vago por lesão. | [ 161 ]                                                                            |
| 144 | The Miz                                                | 3        | 20 de julho de 2014     | 28                | Tampa, FL              | Battleground (2014)                          | Miz venceu uma battle Royal pelo título, eliminando por último Dolph Ziggler. | [ 162 ]                                                                            |
| 145 | Dolph Ziggler                                          | 2        | 17 de agosto de 2014    | 35                | Los Angeles, CA        | SummerSlam (2014)                            | | [ 163 ]                                                                            |
| 146 | The Miz                                                | 4        | 21 de setembro de 2014  | 1                 | Nashville, TN          | Night of Champions (2014)                    | | [ 164 ]                                                                            |
| 147 | Dolph Ziggler                                          | 3        | 22 de setembro de 2014  | 56                | Memphis, TN            | Raw                                          | | [ 165 ]                                                                            |
| 148 | Luke Harper                                            | 1        | 17 de novembro de 2014  | 27                | Roanoke, VA            | Raw                                          | | [ 166 ]                                                                            |
| 149 | Dolph Ziggler                                          | 4        | 14 de dezembro de 2014  | 22                | Cleveland, OH          | TLC: Tables, Ladders and Chairs...and Stairs | Foi uma luta de escadas. | [ 167 ]                                                                            |
| 150 | Bad News Barrett                                       | 5        | 5 de janeiro de 2014    | 83                | Corpus Christi, TX     | Raw                                          | Foi uma luta de duplas quedas. | [ 168 ]                                                                            |
| 151 | Daniel Bryan                                           | 1        | 29 de março de 2015     | 43                | Santa Clara, CA        | WrestleMania 31                              | Foi uma luta de escadas, também envolvendo Bad News Barrett, Dean Ambrose, Dolph Ziggler, Luke Harper, R-Truth e Stardust.                                                                                          | [ 169 ]                                                                            |
| -   | Vago                                                   | -        | 11 de maio de 2015      | -                 | Cincinnati, OH         | Raw                                          | Título vago por lesão. | [ 170 ]                                                                            |
| 152 | Ryback                                                 | 1        | 31 de maio de 2015      | 112               | Corpus Christi, TX     | Elimination Chamber (2015)                   | Foi uma luta Elimination Chamber envolvendo também Sheamus, Dolph Ziggler, King Barrett, R-Truth e Mark Henry. | [ 171 ]                                                                            |
| 153 | Kevin Owens                                            | 1        | 20 de setembro de 2015  | 84                | Houston, TX            | Night of Champions (2015)                    | | [ 172 ]                                                                            |
| 154 | Dean Ambrose                                           | 1        | 13 de dezembro de 2015  | 64                | Boston, MA             | TLC: Tables, Ladders & Chairs (2015)         | | [ 173 ]                                                                            |
| 155 | Kevin Owens                                            | 2        | 15 de fevereiro de 2016 | 48                | Anaheim, CA            | Raw                                          | Foi uma luta fatal 5-way, envolvendo também Dolph Ziggler, Tyler Breeze e Stardust. Owens fez o pin em Breeze para ganhar o título.                                                                                 | [ 174 ]                                                                            |
| 156 | Zack Ryder                                             | 1        | 3 de abril de 2016      | 1                 | Arlington, TX          | WrestleMania 32                              | Foi uma luta de escadas envolvendo também Sami Zayn, Dolph Ziggler, Sin Cara, The Miz e Stardust. | [ 175 ]                                                                            |
| 157 | The Miz                                                | 5        | 4 de abril de 2016      | 188               | Dallas, TX             | Raw                                          | O título se tornou exclusivo do SmackDown após o Draft realizado em 19 de julho de 2016. | [ 176 ]                                                                            |
| 158 | Dolph Ziggler                                          | 5        | 9 de outubro de 2016    | 37                | Sacramento, CA         | No Mercy (2016)                              | A carreira de Ziggler também estava em jogo. | [ 177 ]                                                                            |
| 159 | The Miz                                                | 6        | 15 de novembro de 2016  | 49                | Wilkes-Barre, PA       | SmackDown Live                               | | [ 178 ]                                                                            |
| 160 | Dean Ambrose                                           | 2        | 3 de janeiro de 2017    | 152               | Jacksonville, FL       | SmackDown Live                               | O título se tornou exclusivo do Raw após Ambrose ser transferido durante o WWE Superstar Shake-up realizado em 10 de abril de 2017.                                                                                 | [ 180 ]                                                                            |
| 161 | The Miz                                                | 7        | 4 de junho de 2017      | 169               | Baltimore, MD          | Extreme Rules (2017)                         | Se Ambrose fosse desqualificado, ele perderia o título. | [ 181 ]                                                                            |
| 162 | Roman Reigns                                           | 1        | 20 de novembro de 2017  | 63                | Houston, TX            | Raw                                          | | [ 182 ]                                                                            |
| 163 | The Miz                                                | 8        | 22 de janeiro de 2018   | 76                | Nova Iorque, NY        | Raw                                          | | [ 183 ]                                                                            |
| 164 | Seth Rollins                                           | 1        | 8 de abril de 2018      | 71                | Nova Orleãs, LA        | WrestleMania 34                              | Foi uma luta triple threat, envolvendo também Finn Bálor. | [ 184 ]                                                                            |
| 165 | Dolph Ziggler                                          | 6        | 18 de junho de 2018     | 62                | Grand Rapids, MI       | Raw                                          | | [ 185 ]                                                                            |
| 166 | Seth Rollins                                           | 2        | 19 de agosto de 2018    | 119               | Brooklyn, NY           | SummerSlam (2018)                            | | [ 186 ]                                                                            |
| 167 | Dean Ambrose                                           | 3        | 16 de dezembro de 2018  | 29                | San José, CA           | TLC: Tables, Ladders & Chairs (2018)         | | [ 187 ]                                                                            |
| 168 | Bobby Lashley                                          | 1        | 14 de janeiro de 2019   | 34                | Memphis, TN            | Raw                                          | Foi uma luta triple threat também envolvendo Seth Rollins. | [ 188 ]                                                                            |
| 169 | Finn Bálor                                             | 1        | 17 de fevereiro de 2019 | 22                | Houston, TX            | Elimination Chamber (2019)                   | Foi uma luta 2-contra-1 com Lio Rush como parceiro de Lashley. | [ 189 ]                                                                            |
| 170 | Bobby Lashley                                          | 2        | 11 de março de 2019     | 27                | Pittsburgh, PA         | Raw                                          | | [ 190 ]                                                                            |
| 171 | Finn Bálor                                             | 2        | 7 de abril de 2019      | 98                | East Rutherford, NJ    | WrestleMania 35                              | | [ 191 ]                                                                            |
| 172 | Shinsuke Nakamura                                      | 1        | 14 de julho de 2019     | 201               | Filadélfia, PA         | Extreme Rules (2019)                         | | [ 192 ]                                                                            |
| 173 | Braun Strowman                                         | 1        | 31 de janeiro de 2020   | 37                | Tulsa, OK              | SmackDown                                    | | [ 193 ]                                                                            |
| 174 | Sami Zayn                                              | 1        | 8 de março de 2020      | 65                | Filadélfia, PA         | Elimination Chamber                          | Foi uma luta de 3-contra-1, também envolvendo Shinsuke Nakamura e Cesaro como parceiros de Zayn. | [ 194 ]                                                                            |
| -   | Vago                                                   | -        | 12 de maio de 2020      | -                 | N/A                    | WWE Backstage                                | Título vago por "Incapacidade de Competir" | [ 195 ]                                                                            |
| 175 | AJ Styles                                              | 1        | 08 de junho de 2020     | 74                | Orlando, FL            | SmackDown                                    | Styles derrotou Daniel Bryan na final de um torneio pelo título vago. A WWE reconhece esse reinado como começando em 12 de junho de 2020 quando a luta foi transmitida.                                             | [ 196 ] [ 197 ]                                                                    |
| 176 | Jeff Hardy                                             | 5        | 21 de agosto de 2020    | 37                | Orlando, FL            | SmackDown                                    | | [ 198 ]                                                                            |
| 177 | Sami Zayn                                              | 2        | 27 de setembro de 2020  | 86                | Orlando, FL            | Clash of Champions                           | Foi uma luta triple threat de escadas envolvendo também AJ Styles. A WWE reconhece esse reinado como terminando em 25 de dezembro de 2020, data em que a luta foi transmitida.                                      | [ 199 ]                                                                            |
| 178 | Big E                                                  | 2        | 22 de dezembro de 2020  | 110               | St. Petersburg, FL     | SmackDown                                    | Foi uma luta lumberjack. A WWE reconhece esse reinado como começando em 25 de dezembro de 2020, data em que a luta foi transmitida.                                                                                 | [ 200 ]                                                                            |
| 179 | Apollo Crews                                           | 1        | 11 de abril de 2021     | 124               | Tampa, FL              | WrestleMania 37 Noite 2                      | Foi uma Nigerian Drum Fight. | [ 201 ]                                                                            |
| 180 | Shinsuke Nakamura                                      | 2        | 13 de agosto de 2021    | 151               | Tulsa, OK              | SmackDown                                    | | [ 202 ]                                                                            |
| 181 | Sami Zayn                                              | 3        | 11 de fevereiro de 2022 | 21                | New Orleans, LA        | SmackDown                                    | |                                                                                    |
| 182 | Ricochet                                               | 1        | 4 de março de 2022      | 98                | Miami, FL              | SmackDown                                    | |                                                                                    |
| 183 | Gunther                                                | 1        | 10 de junho de 2022     | 666               | Baton Rouge, LA        | SmackDown                                    | O título passou a pertecer ao Raw após o campeão, Gunther, ser transferido do SmackDown para o Raw junto com a Imperium no WWE Draft de 2023.                                                                       | [ 203 ]                                                                            |
| 184 | Sami Zayn                                              | 4        | 6 de abril de 2024      | 119               | Filadélfia, PA         | WrestleMania XL Noite 1                      | | [ 204 ]                                                                            |
| 185 | Bron Breakker                                          | 1        | 3 de agosto de 2024     | 51                | Cleveland, OH          | SummerSlam                                   | | [ 205 ]                                                                            |
| 186 | Jey Uso                                                | 1        | 23 de setembro de 2024  | 28                | Ontário, CA            | Raw                                          | | [ 206 ]                                                                            |
| 187 | Bron Breakker                                          | 2        | 22 de outubro de 2024   | 181               | Filadélfia, PA         | Raw                                          | | [ 207 ]                                                                            |
| 188 | Dominik Mysterio                                       | 1        | 20 de abril de 2025     | 106+              | Paradise, NV           | WrestleMania 41 Noite 2                      | Foi uma luta fatal four-way, envolvendo também Penta e Finn Bálor. | [ 208 ]                                                                            |

## Reinados combinados

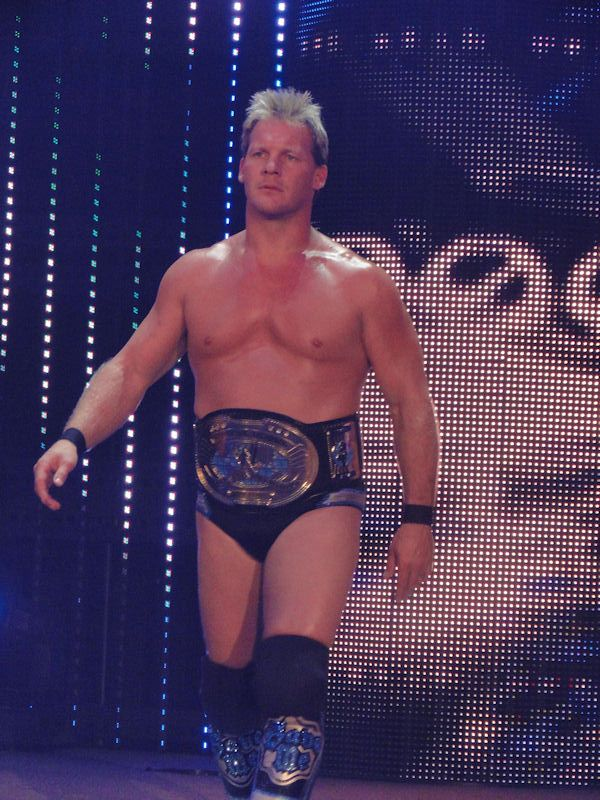
Chris Jericho, recordista de reinados com nove, mostrado aqui com o design do cinturão de 2002–2011.

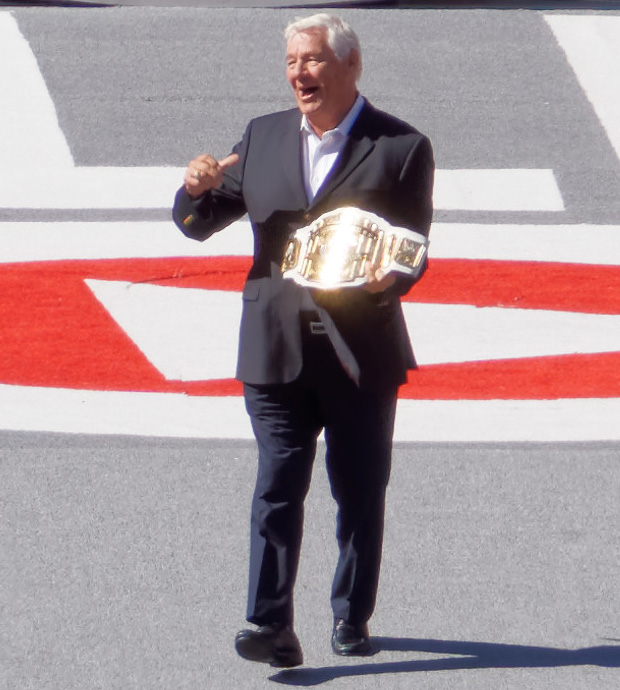
Pat Patterson, o campeão inaugural, mostrado aqui com o design do cinturão de 2011–2019.

Gunther, o campeão com o reinado mais longo, mantendo o título por 666 dias, mostrado aqui com o design do cinturão de 2019–2024, com os globos da placa central em preto.

| † | Indica o atual campeão. |

Em 4 de agosto de 2025.
| Nº | Campeão                           | Nº de reinados | Dias combinados |
| -- | --------------------------------- | -------------- | --------------- |
| 1  | Gunther                           | 1              | 666             |
| 2  | Pedro Morales                     | 2              | 619             |
| 3  | The Miz                           | 8              | 596             |
| 4  | Don Muraco                        | 2              | 541             |
| 5  | The Honky Tonk Man                | 1              | 454             |
| 6  | Tito Santana                      | 2              | 443             |
| 7  | Razor Ramon                       | 4              | 437             |
| 8  | The Ultimate Warrior              | 2              | 432             |
| 9  | Randy Savage                      | 1              | 414             |
| 10 | Mr. Perfect                       | 2              | 406             |
| 10 | Shawn Michaels                    | 3              | 406             |
| 12 | Wade Barrett / Bad News Barrett   | 5              | 397             |
| 13 | Shinsuke Nakamura                 | 2              | 390             |
| 14 | Dolph Ziggler                     | 6              | 372             |
| 15 | Jeff Hardy                        | 5              | 367             |
| 16 | Shelton Benjamin                  | 3              | 354             |
| 17 | Rocky Maivia / The Rock           | 2              | 339             |
| 18 | Chris Jericho                     | 9              | 318             |
| 19 | Jeff Jarrett                      | 6              | 298             |
| 20 | Sami Zayn                         | 4              | 291             |
| 21 | Bret Hart                         | 2              | 290             |
| 22 | Greg Valentine                    | 1              | 285             |
| 23 | Big E Langston / Big E            | 2              | 277             |
| 24 | Kofi Kingston                     | 4              | 266             |
| 25 | Cody Rhodes                       | 2              | 257             |
| 26 | Dean Ambrose                      | 3              | 245             |
| 27 | Pat Patterson                     | 1              | 233             |
| 28 | Bron Breakker                     | 2              | 232             |
| 29 | Ken Patera                        | 1              | 231             |
| 30 | Rob Van Dam                       | 6              | 211             |
| 31 | Randy Orton                       | 1              | 210             |
| 32 | Johnny Nitro / John Morrison      | 3              | 209             |
| 33 | Hunter Hearst Helmsley / Triple H | 5              | 196             |
| 34 | Christian                         | 4              | 192             |
| 35 | Seth Rollins                      | 2              | 190             |
| 36 | Edge                              | 5              | 171             |
| 37 | Goldust                           | 3              | 168             |
| 38 | Santino Marella                   | 2              | 162             |
| 39 | Drew McIntyre                     | 1              | 161             |
| 40 | Curtis Axel                       | 1              | 155             |
| 40 | Ric Flair                         | 1              | 155             |
| 42 | Rick Rude                         | 1              | 148             |
| 43 | Chris Benoit                      | 4              | 142             |
| 44 | Diesel                            | 1              | 138             |
| 45 | Owen Hart                         | 2              | 132             |
| 45 | Kevin Owens                       | 2              | 132             |
| 47 | Rey Mysterio                      | 2              | 128             |
| 48 | William Regal                     | 2              | 126             |
| 49 | Ken Shamrock                      | 1              | 125             |
| 50 | Apollo Crews                      | 1              | 124             |
| 51 | Finn Bálor                        | 2              | 120             |
| 52 | Umaga                             | 2              | 118             |
| 53 | Eddie Guerrero                    | 2              | 114             |
| 54 | Ryback                            | 1              | 112             |
| 55 | Dominik Mysterio †                | 1              | 106+            |
| 56 | Ricochet                          | 1              | 98              |
| 57 | Carlito                           | 1              | 90              |
| 58 | Texas Tornado                     | 1              | 84              |
| 59 | Val Venis                         | 2              | 83              |
| 60 | Roddy Piper                       | 1              | 77              |
| 61 | AJ Styles                         | 1              | 74              |
| 62 | Steve Austin                      | 2              | 65              |
| 62 | Ricky Steamboat                   | 1              | 65              |
| 64 | Chyna                             | 2              | 64              |
| 65 | Roman Reigns                      | 1              | 63              |
| 66 | Bobby Lashley                     | 2              | 61              |
| 67 | British Bulldog                   | 1              | 59              |
| 68 | Kane                              | 2              | 57              |
| 69 | Ezekiel Jackson                   | 1              | 51              |
| 70 | Ahmed Johnson                     | 1              | 50              |
| 71 | CM Punk                           | 1              | 49              |
| 72 | Daniel Bryan                      | 1              | 43              |
| 72 | The Godfather                     | 1              | 43              |
| 74 | Braun Strowman                    | 1              | 37              |
| 75 | Kurt Angle                        | 1              | 35              |
| 76 | Booker T                          | 1              | 34              |
| 77 | Big Show                          | 1              | 28              |
| 77 | Marc Mero                         | 1              | 28              |
| 77 | Jey Uso                           | 1              | 28              |
| 80 | Albert                            | 1              | 27              |
| 80 | John "Bradshaw" Layfield          | 1              | 27              |
| 80 | Lance Storm                       | 1              | 27              |
| 80 | Luke Harper                       | 1              | 27              |
| 84 | D'Lo Brown                        | 1              | 26              |
| 85 | Marty Jannetty                    | 1              | 20              |
| 86 | Billy Gunn                        | 1              | 19              |
| 87 | Rikishi                           | 1              | 14              |
| 87 | Road Dogg                         | 1              | 14              |
| 89 | Test                              | 1              | 13              |
| 90 | The Mountie                       | 1              | 2               |
| 91 | Zack Ryder                        | 1              | 1               |
| 92 | Dean Douglas                      | 1              | <1              |